# Ioan Grințescu
Ioan Grințescu (1874 - 1963, Bucarest) fue un botánico, pteridólogo, algólogo, y profesor rumano, miembro correspondiente (desde 1937) de la Academiei Române.
Obtuvo una licenciatura en farmacia por la Universidad de Ginebra.

## Biografía
Fue profesor de la Facultad de Bucarest, Universidad de Bucarest.

## Algunas publicaciones
- ioan Grintescu, marin Andrei. 1985. Botanica. 2ª ed. de Editura Stiintifica si Enciclopedica, 477 pp.

- ---------------------. 1934. Cúrs de Botanică Generală. E. Editura Universitatii din Cluj

- ---------------------. 1915. Contributiuni anatomice asupra speciilor si varietătilor de tutun cultivate in România: Nicotiana rustica L. Var. cult. "kapa". Ed. Institutul de arte grafice C. Sfetea, 58 pp.

## Honores

### Membresías
- Academia Rumana
- Academia de Ciencias de Rumania, elegida el 21 de diciembre de 1935.[3]
- La abreviatura «I.Grinț.» se emplea para indicar a Ioan Grințescu como autoridad en la descripción y clasificación científica de los vegetales.[4]